# UCI Europe Tour
L'UCI Europe Tour est un ensemble de courses qui se déroulent en Europe. Il fait partie des circuits continentaux de cyclisme. Le circuit UCI Europe Tour se déroule généralement d'octobre à octobre sur deux années. Il en résulte plusieurs classements, un classement individuel, un par équipes et deux par nations.
Après les courses du UCI World Tour et des UCI ProSeries, les épreuves de l'UCI Europe Tour 1.1 et 2.1 représentent le troisième niveau du cyclisme sur route et les épreuves de l'UCI Europe Tour 1.2 et 2.2 le quatrième niveau. 

## Participation des équipes
Les équipes qui peuvent participer aux différentes courses dépendent de la catégorie de l'épreuve. Par exemple, les UCI WorldTeams ne peuvent participer qu'aux courses .1 et leur nombre par épreuves est limité.
| Catégorie               | Catégorie                  | Équipes                                                                                 |
| ----------------------- | -------------------------- | --------------------------------------------------------------------------------------- |
| .1                      | 1.1 (Course d'un jour)     | * UCI WorldTeam (max 50 %) * UCI ProTeam * Équipe continentale * Sélection nationale    |
| .1                      | 2.1 (Course par étapes)    | * UCI WorldTeam (max 50 %) * UCI ProTeam * Équipe continentale * Sélection nationale    |
| .2                      | 1.2 (Course d'un jour)     | * UCI ProTeam * Équipe continentale * Sélection nationale * Équipe régionale et de club |
| .2                      | 2.2 (Course par étapes)    | * UCI ProTeam * Équipe continentale * Sélection nationale * Équipe régionale et de club |
| .Ncup (moins de 23 ans) | 1.Ncup (Course d'un jour)  | * Sélection nationale * Sélection mixte * Équipe régionale et de club (max 16%)         |
| .Ncup (moins de 23 ans) | 2.Ncup (Course par étapes) | * Sélection nationale * Sélection mixte * Équipe régionale et de club (max 16%)         |

## Palmarès

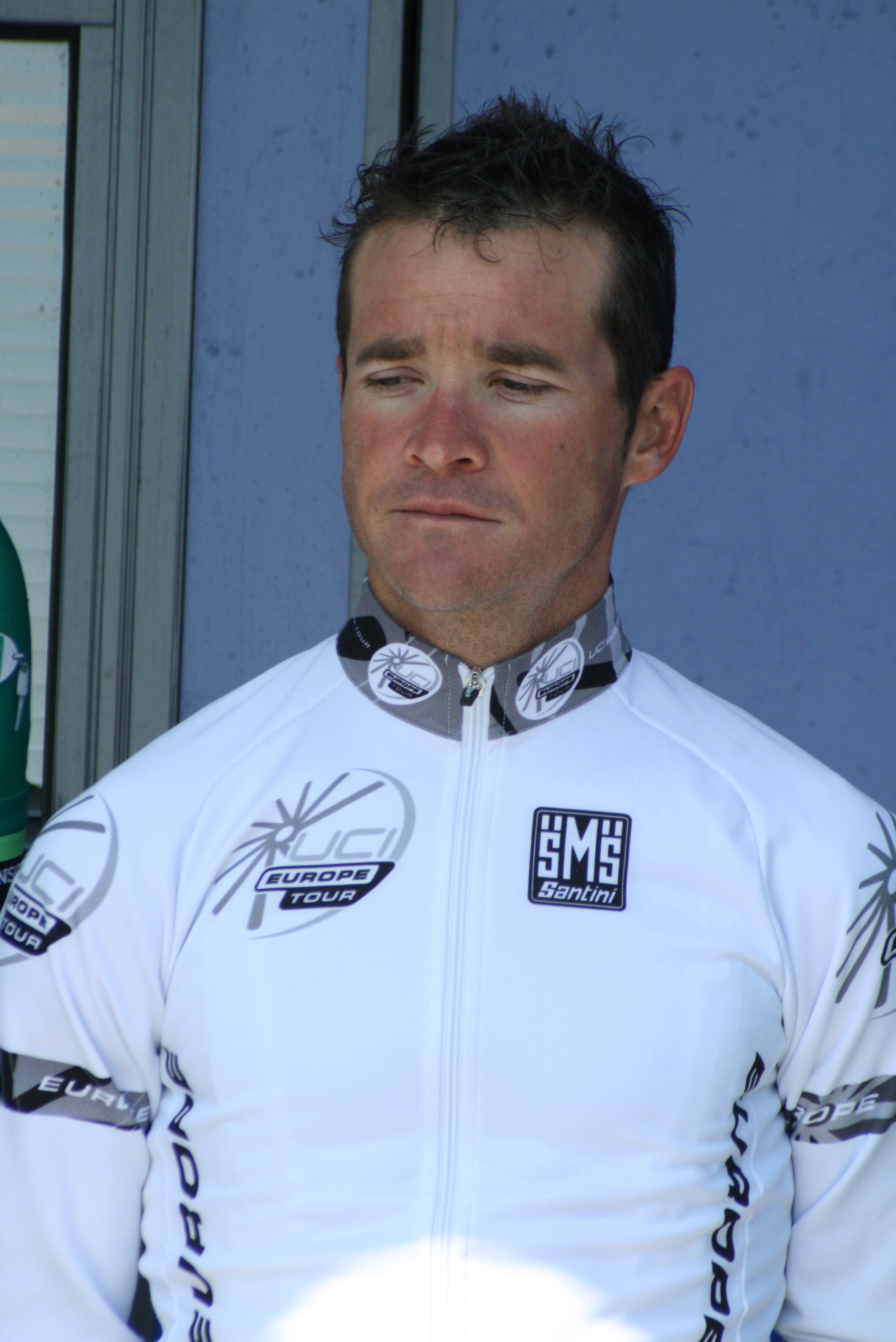
Thomas Voeckler, avec le maillot de leader de l'UCI Europe Tour.

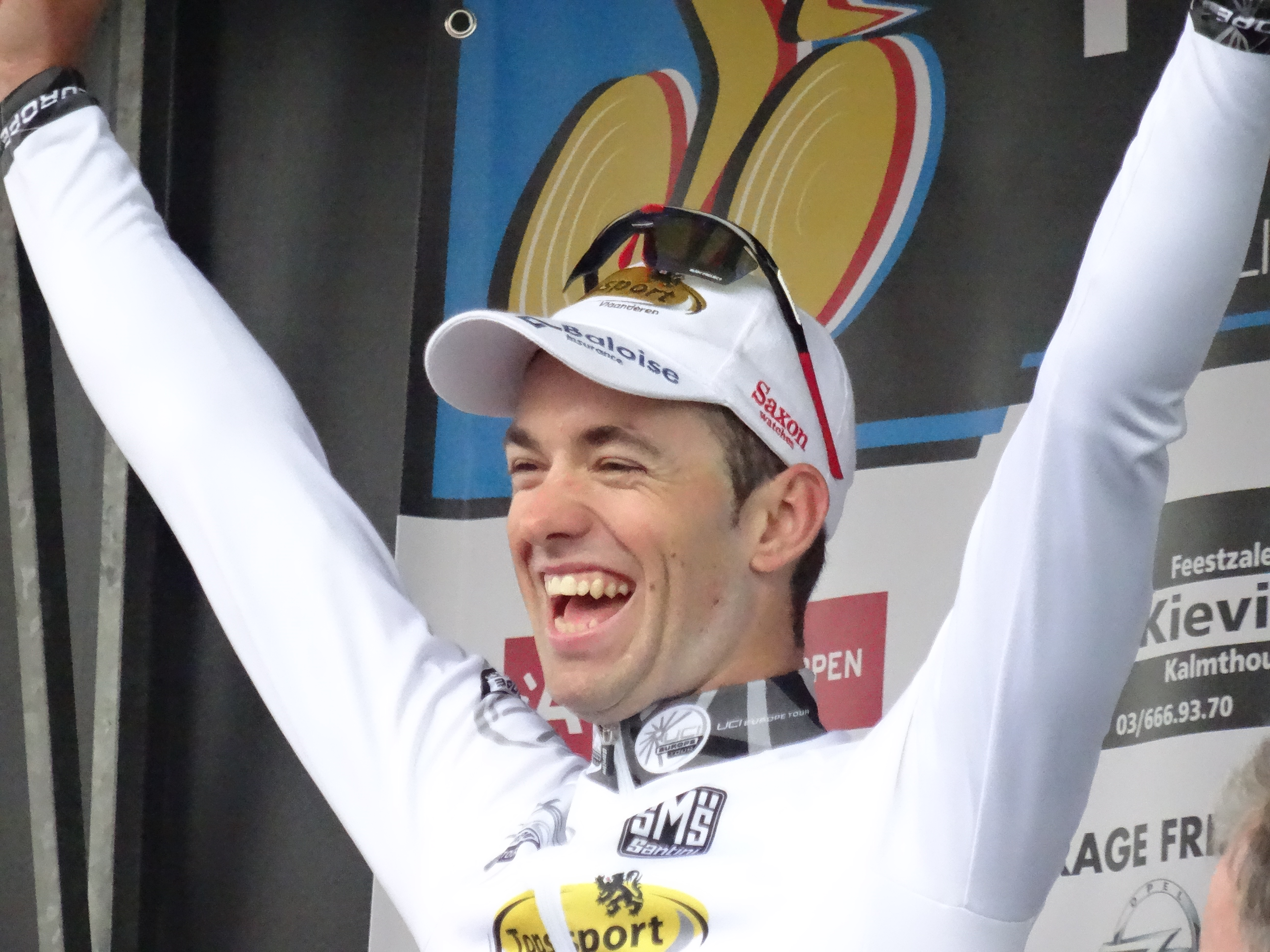
Tom Van Asbroeck célébrant sa victoire sur l'UCI Europe Tour 2014.

### Classement individuel
| Édition   | Vainqueur            | Deuxième           | Troisième              |
| --------- | -------------------- | ------------------ | ---------------------- |
| 2005      | Murilo Fischer       | Stefan van Dijk    | Niko Eeckhout          |
| 2005-2006 | Niko Eeckhout        | Danilo Hondo       | Rinaldo Nocentini      |
| 2006-2007 | Alessandro Bertolini | Luca Mazzanti      | Martijn Maaskant       |
| 2007-2008 | Enrico Gasparotto    | Stefano Garzelli   | Mikhaylo Khalilov      |
| 2008-2009 | Giovanni Visconti    | Kenny van Hummel   | Jimmy Casper           |
| 2009-2010 | Giovanni Visconti    | Stefan van Dijk    | Riccardo Riccò         |
| 2010-2011 | Giovanni Visconti    | Yauheni Hutarovich | Davide Rebellin        |
| 2012      | John Degenkolb       | Marcel Kittel      | Jonathan Tiernan-Locke |
| 2013      | Riccardo Zoidl       | Bryan Coquard      | Davide Rebellin        |
| 2014      | Tom Van Asbroeck     | Sonny Colbrelli    | Davide Rebellin        |
| 2015      | Nacer Bouhanni       | Edward Theuns      | Dimitri Claeys         |
| 2016      | Baptiste Planckaert  | Sonny Colbrelli    | Timothy Dupont         |
| 2017      | Nacer Bouhanni       | Jasper De Buyst    | André Greipel          |
| 2018      | Hugo Hofstetter      | Pascal Ackermann   | Timothy Dupont         |
| 2019      | Primož Roglič        | Julian Alaphilippe | Jakob Fuglsang         |
| 2020      | Primož Roglič        | Tadej Pogačar      | Wout van Aert          |
| 2021      | Tadej Pogačar        | Wout van Aert      | Primož Roglič          |
| 2022      | Tadej Pogačar        | Wout van Aert      | Remco Evenepoel        |
| 2023      | Tadej Pogačar        | Jonas Vingegaard   | Remco Evenepoel        |
| 2024      | Tadej Pogačar        | Remco Evenepoel    | Jasper Philipsen       |

### Classement par équipes
| Édition   | Vainqueur                    | Deuxième            | Troisième                    |
| --------- | ---------------------------- | ------------------- | ---------------------------- |
| 2005      | Ceramica Panaria-Navigare    | Ag2r Prévoyance     | Comunidad Valenciana         |
| 2005-2006 | Acqua & Sapone-Caffè Mokambo | Unibet.com          | Omnibike Dynamo Moscow       |
| 2006-2007 | Rabobank Continental         | Barloworld          | Ceramica Panaria-Navigare    |
| 2007-2008 | Acqua & Sapone-Caffè Mokambo | Barloworld          | LPR Brakes-Ballan            |
| 2008-2009 | Agritubel                    | Vacansoleil         | Liberty Seguros Continental  |
| 2009-2010 | Vacansoleil                  | Saur-Sojasun        | ISD-Neri                     |
| 2010-2011 | FDJ                          | Skil-Shimano        | Colnago-CSF Inox             |
| 2012      | Saur-Sojasun                 | Argos-Shimano       | Acqua & Sapone               |
| 2013      | Europcar                     | IAM                 | Topsport Vlaanderen-Baloise  |
| 2014      | Topsport Vlaanderen-Baloise  | Wanty-Groupe Gobert | Cofidis                      |
| 2015      | Topsport Vlaanderen-Baloise  | Cofidis             | Bretagne-Séché Environnement |
| 2016      | Wanty-Groupe Gobert          | Direct Énergie      | Cofidis                      |
| 2017      | Wanty-Groupe Gobert          | Cofidis             | Androni Giocattoli-Sidermec  |
| 2018      | Wanty-Groupe Gobert          | Cofidis             | Androni Giocattoli-Sidermec  |
| 2019      | Total Direct Énergie         | Wanty-Gobert        | Corendon-Circus              |
| 2020      | Alpecin-Fenix                | Arkéa-Samsic        | Circus-Wanty Gobert          |
| 2021      | Alpecin-Fenix                | Arkéa-Samsic        | TotalEnergies                |
| 2022      | Alpecin-Fenix                | Arkéa-Samsic        | TotalEnergies                |
| 2023      | Lotto Dstny                  | Israel-Premier Tech | Uno-X                        |
| 2024      | Lotto Dstny                  | Israel-Premier Tech | Uno-X                        |

### Classement par nations
| Édition   | Vainqueur | Deuxième  | Troisième |
| --------- | --------- | --------- | --------- |
| 2005      | Italie    | Espagne   | Pays-Bas  |
| 2005-2006 | Italie    | Allemagne | Belgique  |
| 2006-2007 | Italie    | Espagne   | Pays-Bas  |
| 2007-2008 | Italie    | Espagne   | Pays-Bas  |
| 2008-2009 | Italie    | France    | Espagne   |
| 2009-2010 | Italie    | France    | Espagne   |
| 2010-2011 | Italie    | France    | Pays-Bas  |
| 2012      | Italie    | France    | Allemagne |
| 2013      | France    | Italie    | Belgique  |
| 2014      | Italie    | Belgique  | France    |
| 2015      | Italie    | Belgique  | France    |
| 2016      | Belgique  | Italie    | France    |
| 2017      | France    | Italie    | Belgique  |
| 2018      | Belgique  | Italie    | France    |
| 2019      | Belgique  | Italie    | Pays-Bas  |
| 2020      | France    | Slovénie  | Belgique  |
| 2021      | Belgique  | Slovénie  | France    |
| 2022      | Belgique  | Espagne   | France    |
| 2023      | Belgique  | Danemark  | Slovénie  |
| 2024      | Belgique  | Slovénie  | Espagne   |

### Classement par nations des moins de 23 ans
| Édition   | Vainqueur | Deuxième    | Troisième   |
| --------- | --------- | ----------- | ----------- |
| 2005      | n/a       | n/a         | n/a         |
| 2005-2006 | n/a       | n/a         | n/a         |
| 2006-2007 | Russie    | Pays-Bas    | Italie      |
| 2007-2008 | Italie    | France      | Russie      |
| 2008-2009 | Belgique  | France      | Italie      |
| 2009-2010 | Belgique  | Italie      | Pays-Bas    |
| 2010-2011 | Italie    | France      | Pays-Bas    |
| 2012      | Italie    | Pays-Bas    | France      |
| 2013      | Pays-Bas  | France      | Italie      |
| 2014      | Pays-Bas  | Belgique    | Danemark    |
| 2015      | Italie    | Pays-Bas    | Danemark    |
| 2016      | Italie    | France      | Belgique    |
| 2017      | France    | Danemark    | Belgique    |
| 2018      | Pays-Bas  | Belgique    | France      |
| 2019      | Belgique  | Slovénie    | Danemark    |
| 2020      | Slovénie  | Belgique    | Suisse      |
| 2021      | Belgique  | Royaume-Uni | Italie      |
| 2022      | Belgique  | Espagne     | France      |
| 2023      | Belgique  | France      | Espagne     |
| 2024      | Belgique  | France      | Royaume-Uni |

## Barème actuel
De 2005 à 2015, tous les coureurs, à l'exception des cyclistes membres d'équipes Pro Tour puis World Tour (en première division) peuvent être classés. Depuis 2016, il n'y a plus d'exception, tous les coureurs peuvent marquer des points dans le classement. De plus, le classement devient roulant sur 52 semaines, ce qui signifie que le classement établit au jour de la date de fin des circuits continentaux déterminera les vainqueurs de l'année.
Le barème des points a évolué à partir de la saison 2016. Depuis 2019, c'est le classement mondial UCI des coureurs, équipes et nations du continent qui est pris en compte.

## Évolution de l'identité visuelle

Ancien logo (2005-2015)
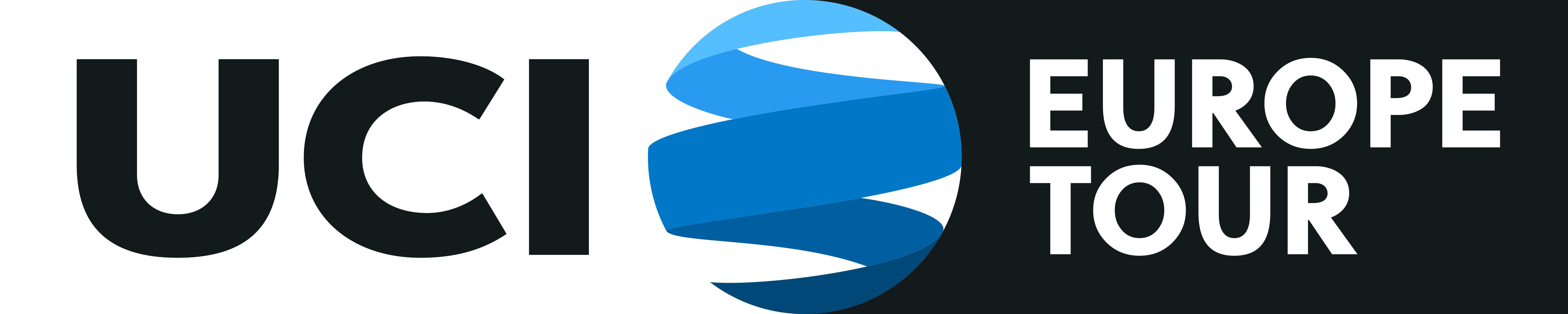
Logo actuel (2016-...)